# Gabi Rockmeier
Gabriele "Gabi" Rockmeier (ur. 29 listopada 1973 w Moosburg an der Isar) – niemiecka lekkoatletka specjalizująca się w krótkich biegach sprinterskich, uczestniczka letnich igrzysk olimpijskich w Sydney (2000).
Bliźniacza siostra lekkoatletki Birgit Rockmeier.

## Sukcesy sportowe
- pięciokrotna medalistka mistrzostw Niemiec w biegu na 100 metrów – złota (2001), dwukrotnie srebrna (2002, 2004[1]) oraz dwukrotnie brązowa (1999, 2003)[2]
- sześciokrotna medalistka mistrzostw Niemiec w biegu na 200 metrów – trzykrotnie złota (2001, 2002, 2003), srebrna (1999) oraz dwukrotnie brązowa (1996, 2000)[3]
- złota medalistka halowych mistrzostw Niemiec w biegu na 60 metrów (2004)[4]
- czterokrotna medalistka halowych mistrzostw Niemiec w biegu na 200 metrów – dwukrotnie złota (2002, 2003) oraz dwukrotnie srebrna (1999, 2001)[5]

| Rok  | Miasto    | Zawody                      | Konkurencja                      | Wynik                    |
| ---- | --------- | --------------------------- | -------------------------------- | ------------------------ |
| 1991 | Saloniki  | Mistrzostwa Europy juniorów | sztafeta 4 x 100 m               | złoty medal              |
| 1992 | Seul      | Mistrzostwa świata juniorów | sztafeta 4 x 100 m               | brązowy medal            |
| 1998 | Budapeszt | Mistrzostwa Europy          | sztafeta 4 x 100 m bieg na 200 m | srebrny medal 7. miejsce |
| 1999 | Sewilla   | Mistrzostwa świata          | sztafeta 4 x 100 m               | 5. miejsce               |
| 2000 | Sydney    | Igrzyska olimpijskie        | sztafeta 4 x 100 m               | 6. miejsce               |
| 2001 | Edmonton  | Mistrzostwa świata          | sztafeta 4 x 100 m               | złoty medal              |
| 2002 | Wiedeń    | Halowe mistrzostwa Europy   | bieg na 200 m                    | brązowy medal 5. miejsce |
| 2002 | Monachium | Mistrzostwa Europy          | sztafeta 4 x 100 m               | srebrny medal            |

## Rekordy życiowe
- bieg na 60 metrów (hala) – 7,20 – Chemnitz 07/02/2003
- bieg na 100 metrów – 11,17 – Stuttgart 30/06/2001
- bieg na 200 metrów – 22,68 – Stuttgart 01/07/2001
- bieg na 200 metrów (hala) – 22,99 – Wiedeń 01/03/2002